# Nugzar Tatalashvili
Nugzar Tatalashvili (en georgiano: ნუგზარ ტატალაშვილი, Gori, 20 de marzo de 1990) es un deportista georgiano, nacionalizado emiratí, que compite en judo.
Ganó dos medallas de plata en los Juegos Europeos de Bakú 2015, tres medallas en el Campeonato Europeo de Judo entre los años 2013 y 2016, y dos medallas en el Campeonato Asiático de Judo, en los años 2022 y 2024.

## Palmarés internacional
| Representando a Georgia                    |                        |                   |           |
| Juegos Europeos                            |                        |                   |           |
| Año                                        | Lugar                  | Medalla           | Categoría |
| 2015                                       | Bakú (Azerbaiyán)      | Medalla de plata  | –73 kg    |
| 2015                                       | Bakú (Azerbaiyán)      | Medalla de plata  | Equipo    |
| Campeonato Europeo                         |                        |                   |           |
| Año                                        | Lugar                  | Medalla           | Categoría |
| 2013                                       | Budapest (Hungría)     | Medalla de plata  | –73 kg    |
| 2015                                       | Bakú (Azerbaiyán)      | Medalla de plata  | –73 kg    |
| 2016                                       | Kazán (Rusia)          | Medalla de bronce | –73 kg    |
| Representando a los Emiratos Árabes Unidos |                        |                   |           |
| Campeonato Asiático                        |                        |                   |           |
| Año                                        | Lugar                  | Medalla           | Categoría |
| 2022                                       | Nursultán (Kazajistán) | Medalla de bronce | –81 kg    |
| 2024                                       | Hong Kong (China)      | Medalla de plata  | –81 kg    |